# Acrophasmus arizonensis
Acrophasmus arizonensis är en stekelart som beskrevs av Marsh 1968. Acrophasmus arizonensis ingår i släktet Acrophasmus och familjen bracksteklar. Inga underarter finns listade i Catalogue of Life.